# Lamium orvala
Lamium orvala es una planta herbácea de la familia Lamiaceae, es nativa de Europa.